# Henryk Żakowiecki
Henryk Żakowiecki (ur. 10 stycznia 1930 w Łodzi, zm. 29 maja 2001 tamże) – polski formierz odlewski, poseł na Sejm PRL IV kadencji.

## Życiorys
Syn Szczepana i Franciszki. Uzyskał wykształcenie średnie, z zawodu formierz odlewnik. Pracował w Zakładach Mechanicznych im. Józefa Strzelczyka w Łodzi. Był aktywistą związkowym w swoim zakładzie pracy. Był przewodniczącym oddziałowej rady robotniczej i członkiem prezydium zakładowej rady robotniczej. Ukończył kurs doskonalenia rzemiosła i otrzymał dyplom mistrzowski. Ławnik w sądzie powiatowym.
W 1965 uzyskał mandat posła na Sejm PRL w okręgu Łódź-Śródmieście, zasiadał w Komisji Przemysłu Ciężkiego, Chemicznego i Górnictwa.
Pochowany na cmentarzu Doły w Łodzi.